# Самарінешть
Самарінешть, Самарінешті (рум. Samarinești) — село у повіті Горж в Румунії. Входить до складу комуни Самарінешть.
Село розташоване на відстані 244 км на захід від Бухареста, 35 км на південний захід від Тиргу-Жіу, 77 км на північний захід від Крайови.

## Населення
За даними перепису населення 2002 року у селі проживали 657 осіб, усі — румуни. Усі жителі села рідною мовою назвали румунську.